# Prezydenci Gabonu
| #                                                     | Imię i nazwisko                                                        | Portret | Objął urząd          | Zdał urząd                 | Partia polityczna |
| ----------------------------------------------------- | ---------------------------------------------------------------------- | ------- | -------------------- | -------------------------- | ----------------- |
| Prezydent Republiki Gabońskiej                        |                                                                        |         |                      |                            |                   |
| 1                                                     | Léon M’ba (1902–1967)                                                  |         | 17 sierpnia 1960     | 27 listopada 1967          | BDG               |
| od 27 listopada do 2 grudnia 1967 wakat na stanowisku |                                                                        |         |                      |                            |                   |
| 2                                                     | Omar Bongo (1935–2009)                                                 |         | 2 grudnia 1967       | 8 czerwca 2009             | BDG/PDG           |
| –                                                     | Didjob Divungi Di Ndinge (1946–) (pełniący obowiązki)                  |         | 6 maja 2009          | 10 czerwca 2009            | ADERE             |
| –                                                     | Rose Francine Rogombé (1942–2015) (pełniąca obowiązki)                 |         | 10 czerwca 2009      | 16 października 2009       | PDG               |
| 3                                                     | Ali Bongo Ondimba (1959–)                                              |         | 16 października 2009 | 30 sierpnia 2023 (obalony) | PDG               |
| 4                                                     | Brice Clotaire Oligui Nguema (1974/1975-) (do 2025 pełniący obowiązki) |         | 30 sierpnia 2023     | nadal urzęduje             | wojskowy          |